# 美蘭路
美蘭路（英語：Midland Avenue）是加拿大安大略省多倫多士嘉堡的一條道路，初名為教堂街（Church Street），後於1882年更為現名以紀念美蘭鐵路公司。僅兩年後，美蘭鐵路就被大干線鐵路收購。
該地區的學校有里斯利公立學校、士嘉堡替代學習中心（前身為美蘭路書院）、聖貞德天主教學校（前身為泰伯公園職業學校）、聖亞爾伯天主教學校、賓杜商業及技術書院、愛靜閣書院及菲沙主教書院美蘭校區（前身為善導之母天主教學校）。
在士刁士路以北，美蘭路終止於前美麗徑公立學校旁的一條盡頭路，但萬錦市已計劃將道路向西北方向延伸一小段，直至舊堅尼地道夾日升徑（Sunrise Drive）處，以減輕交通流量並促進該地區未來的發展。